# Benny Cunningham
Benjamin Corey Cunningham (* 7. Juli 1990 in Nashville, Tennessee) ist ein ehemaliger US-amerikanischer American-Football-Spieler auf der Position des Runningbacks, der auch als Kick Returner in den Special Teams eingesetzt wird. Er spielte für die St. Louis/Los Angeles Rams und Chicago Bears in der National Football League (NFL).

## College
Cunningham spielte von 2009 bis 2012 für die Middle Tennessee State University in der Sun Belt Conference. Auch auf dem College wurde er zusätzlich zu seiner Position als Runningback schon als Kick Returner eingesetzt.
Insgesamt lief er in den vier Jahren für die MT Blue Raiders 1.629 Yards und erzielte dabei 21 Touchdowns. Er fing außerdem insgesamt 47 Bälle für 465 Yards und 2 Touchdowns und schaffte als Return Specialist 375 Yards.

## NFL
Im NFL Draft 2013 wurde Cunningham zunächst von keinem Team ausgewählt, nachdem er sich am 13. Oktober 2012 in seiner letzten College-Saison mit einer Patellarsehnenruptur eine schwere Verletzung zuzog und diese vorzeitig beenden musste. Letztendlich wurde er nach dem Draft von den St. Louis Rams unter Vertrag genommen.

### St. Louis/Los Angeles Rams
Bei den Rams spielte Cunningham insgesamt vier Spielzeiten. Er wurde von den Rams als sogenannter Third-Down-Back und Kick Returner eingesetzt und kam insgesamt auf 748 Yards in 171 Läufen. Er fing außerdem 93 Bälle für 752 Yards und brachte es bei 95 Kick Returns auf 2.575 Yards. Insgesamt konnte Cunningham dabei 5 Touchdowns verbuchen.
Cunningham zog vor der Saison 2016 mit den Rams nach Los Angeles um und wechselte in diesem Zusammenhang seine Rückennummer. Er trug in seinen drei Spielzeiten in St. Louis die Nummer 36 und wechselte in Los Angeles zu Nummer 23. Die Saison 2016 musste Cunningham allerdings am 15. Dezember 2016 aufgrund von Nackenproblemen vorzeitig beenden.
Nach der Saison 2016 lief Cunninghams Vertrag mit den Rams aus, die diesen nicht verlängerten, da ihnen eine Verlängerung zu teuer gewesen wäre. Sie ließen Cunningham ziehen und fanden einen Ersatz in Lance Dunbar.

### Chicago Bears
Cunningham unterschrieb am 21. März 2017 einen Einjahresvertrag bei den Chicago Bears. Am 2. April 2018 wurde sein Vertrag bei den Bears um ein weiteres Jahr verlängert.

### Jacksonville Jaguars
Nach Ablauf des Vertrages verpflichteten ihn die Jacksonville Jaguars, wo er als sechster Runningback zum Team stieß.

## NFL-Statistiken
| 2013            | St. Louis Rams   | 14 | 0 | 47  | 261 | 5.6 | 56 | 1 | 6   | 59    | 9.8  | 18 | 0 | 13  | 299   | 23.0 | 32  | 0 | 2 | 1 |
| 2014            | St. Louis Rams   | 16 | 2 | 66  | 246 | 3.7 | 20 | 3 | 45  | 352   | 7.8  | 19 | 1 | 35  | 963   | 27.5 | 75  | 0 | 2 | 2 |
| 2015            | St. Louis Rams   | 16 | 1 | 37  | 140 | 3.8 | 40 | 0 | 26  | 250   | 9.6  | 42 | 0 | 25  | 714   | 28.6 | 102 | 0 | 1 | 0 |
| 2016            | Los Angeles Rams | 11 | 0 | 21  | 101 | 4.8 | 24 | 0 | 16  | 91    | 5.7  | 12 | 0 | 22  | 599   | 27.2 | 61  | 0 | 1 | 0 |
| 2017            | Chicago Bears    | 14 | 0 | 9   | 29  | 3,2 | 12 | 0 | 20  | 240   | 12,0 | 40 | 2 | 7   | 147   | 21,0 | 28  | 0 | 1 | 1 |
| 2018            | Chicago Bears    | 15 | 0 | 11  | 20  | 1,8 | 6  | 0 | 1   | 9     | 9,0  | 9  | 0 | 8   | 173   | 21,6 | 31  | 0 | 0 | 0 |
| Total           | Total            | 86 | 3 | 191 | 797 | 4,2 | 56 | 4 | 114 | 1.001 | 8,8  | 42 | 3 | 110 | 2.895 | 26,3 | 102 | 0 | 7 | 4 |
| Source: NFL.com |                  |    |   |     |     |     |    |   |     |       |      |    |   |     |       |      |     |   |   |   |